# Musica romantica
La musica romantica è musica composta secondo i principi dell'estetica del Romanticismo. Si sviluppa nell'arco di tempo che va dal 1830 (anno della Sinfonia fantastica di Hector Berlioz) al 1890 (anno di Cavalleria rusticana di Pietro Mascagni) e si colloca tra il classicismo e la musica moderna.

## Caratteristiche e principali rappresentanti
I musicisti romantici composero musica caratterizzata soprattutto da un grande individualismo, ricca di sensibilità ed emotività, dai toni intimi e spesso drammatici. Molti furono i brani che presero esempio dalla poesia, dalla letteratura, dall'arte; altro elemento importante fu quello della natura e i richiami che questa evocava.
Un grande autore preromantico fu Ludwig van Beethoven, che iniziò a scrivere musica affine alla linea sentimentale del Romanticismo già durante la fine del '700. Nel quarto concerto per pianoforte e con quello per violino introdusse un nuovo aspetto intimo e un disegno armonico innovativo pienamente preromantici. Con l'Inno alla gioia di Schiller, nella Nona sinfonia, la sua concezione superò le forme allora in uso del linguaggio sinfonico e proiettò il musicista in una dimensione inesplorata: da semplice artigiano egli diventò poeta e ideologo, creatore di miti e profeta di una speranza nuova.
Furono diversi i rappresentanti della corrente romantica celeberrimi per le loro composizioni, ognuno distintosi per aver portato novità alla musica classica; i principali furono Franz Schubert, Hector Berlioz, Robert Schumann, Fryderyk Chopin, Franz Liszt, Carl Maria von Weber, Felix Mendelssohn, Michail Ivanovič Glinka, Modest Petrovič Musorgskij, César Franck. Al periodo tardo-romantico appartengono Johannes Brahms, Anton Bruckner, Edward Elgar, Richard Strauss, Gustav Mahler, Pëtr Il'ič Čajkovskij, Edvard Grieg, Jean Sibelius, Antonín Dvořák, Camille Saint-Saëns, Sergei Rachmaninov; in Italia musicisti romantici furono Niccolò Paganini, Gioachino Rossini, Vincenzo Bellini, Gaetano Donizetti e Giuseppe Verdi.
Fu in particolare Fryderyk Chopin a essere considerato il musicista romantico per eccellenza per la liricità, l'emotività, la novità dell'armonia presenti nelle sue composizioni, per il suo legame con l'insurrezione polacca e per la sua breve vita tormentata da amori infelici e salute malferma.  
Fondamentale per l'evoluzione musicale del romanticismo fu anche Franz Liszt, il quale aderì sin dall'inizio alla nascente musica a programma, rivoluzionandone la tipologia compositiva, e portando ad affermare sul grande palcoscenico un pianismo romantico imponente in grado di sostituire l'orchestra. Oltre a ciò, si impegnò enormemente nella creazione di nuove forme musicali (come il poema sinfonico) e nella modernizzazione di altre già superate.
Richard Wagner, partendo dall'esperienza di Beethoven, condusse melodia e armonia verso i principi del tonalismo romantico più evoluto, elaborando un nuovo linguaggio musicale che in seguito avrebbe portato alla dissoluzione della tonalità. In Wagner, più che in altri musicisti, vi fu anche uno stretto legame con la poetica, la filosofia e la politica dell'epoca romantica, in cui l'aspirazione al titanismo o l'ideale della notte e della morte come strumento di salvazione pone i suoi drammi tra gli esempi più alti del Romanticismo e del decadentismo.
Con l'avvento del Romanticismo i compositori superarono l'epoca del classicismo rappresentato soprattutto da Haydn e Mozart per approdare ad un'espressione concreta e diretta del sentimento. Furono apportate numerose novità: l'orchestra conobbe l'aumento dei fiati e delle percussioni e l'introduzione definitiva come componenti stabili degli ottoni gravi, fra cui il trombone e il bassotuba. Nacque così la figura del direttore d'orchestra, impegnato a dirigere un numero di strumenti sempre più elevato.
La musica assunse la capacità di parlare direttamente al cuore e diventò il mezzo migliore per esprimere emozioni pure. Il pianoforte ebbe una rapida evoluzione tecnica, per questo fatto fu l'elemento preferito degli artisti romantici. Venne sviluppato con successo il poema sinfonico e la musica a programma.

## Il nuovo linguaggio musicale
In questo periodo il linguaggio musicale subisce una rapida evoluzione. Il musicista romantico muta infatti la sua posizione sociale: da un dipendente al servizio di chiese o corti diventa un libero professionista; si amplia notevolmente la funzione sociale dell'attività del compositore. Per il musicista romantico la ricerca della libertà professionale significò la possibilità di esprimere i propri sentimenti e le proprie sensazioni senza dover obbedire alle rigide, aride regole formali che vigevano nel classicismo. Al tempo stesso, però, il musicista, privo del sostegno di centri di potere civile o religioso, si trovò spesso in demoralizzanti situazioni di impotenza, anche di fronte a un pubblico a volte sfuggente e distante.
Si impose dunque una nuova libertà formale: alla melodia fu affidato un ruolo-chiave come veicolo dell'espressione, ora frenetica ora malinconica, anche grazie al frequente uso del modo minore. Le dinamiche si fecero più irregolari, costellate dalle variazioni agogiche (accelerando, rallentando, rubato). Notevole importanza ed autonomia acquisirono i timbri strumentali. Lo strumento musicale prediletto di quest'epoca fu il pianoforte per la quantità di gradazioni d'intensità e timbro di cui è capace e per l'elemento lirico e soggettivo legato alla presenza di un unico esecutore.
Nacquero in questo periodo nuove forme musicali caratterizzate dalla concisione, quali il notturno, la romanza senza parole, foglio d'album e il Lied, finalizzate ad un'espressione immediata dei sentimenti e dei moti più intimi dell'animo umano. Brani che talvolta erano scritti "di getto" (da cui il nome di un'altra forma tipica della letteratura pianistica di questo periodo: l'improvviso), sotto l'impulso dell'ispirazione. Chopin reinventò la ballata come genere esclusivamente strumentale, non più legato a un testo poetico.
In quest'ambito si svilupparono due tendenze opposte: l'intimismo e il virtuosismo. Il primo cercava suoni perlati, soffici e raffinati, evitava le folle, si rifugiava nei salotti ed emergeva d'innanzi a pochi amici. Il virtuosismo invece scatenava sonorità imponenti, tempeste di note e di arpeggi. Era alla ricerca della folla e voleva mandarla in delirio, trionfando su di essa.
Solitamente questo tipo di composizioni erano eseguite nei salotti di signori facoltosi, mecenati delle arti e donne di cultura. I compositori avevano modo di conoscersi fra loro ed è questa l'epoca dei grandi scambi culturali, ad esempio tra Franz Liszt e Fryderyk Chopin, Felix Mendelssohn e Robert Schumann. Franz Schubert si dedicò molto al Lied, di cui è considerato maestro indiscusso, una forma musicale tedesca da camera per voce e pianoforte, basata su testi poetici sia d'autori romantici, sia della tradizione popolare.

## Virtuosismo e nazionalismo
Uno degli aspetti più particolari del Romanticismo musicale fu quello del virtuosismo, cioè della tecnica esecutiva dei musicisti. Ricordiamo ad esempio il virtuoso del violino Niccolò Paganini e il virtuoso del pianoforte Franz Liszt. Liszt è anche considerato l'inventore del poema sinfonico, una composizione per orchestra di forma libera ispirata a suggestioni letterarie e naturalistiche, esplicitate nel titolo. La musica aveva così il compito di tradurre in suoni i contenuti di un testo.
Inoltre, come già accennato in precedenza, in questo periodo accrebbe la coscienza dell'identità nazionale e quindi anche l'interesse per le tradizioni folkloristiche e per la storia, con la conseguente nascita della storiografia musicale. I compositori studiavano il patrimonio di musiche e canti popolari del loro paese, creando uno stile tipico e unico in cui l'elemento popolare rinnova lo stile e la struttura della musica. In Repubblica Ceca, Spagna, Norvegia, Finlandia, Russia, Regno Unito e Stati Uniti si svilupparono perciò le cosiddette "Scuole Nazionali", delle correnti musicali che cercavano di affermare uno stile tradizionale libero dall'influenza tedesca, francese e italiana. In particolare in Russia nacque il Gruppo dei Cinque formato da Aleksandr Porfir'evič Borodin, Modest Mussorgskij, César Cui, Mili Balakirev e Nikolaj Rimskij-Korsakov.

## L'opera romantica
In Italia e in Francia, l'età romantica fu un periodo di cambiamento anche per l'opera, i cui argomenti non furono più tratti dalla mitologia e classici, bensì furono per lo più ispirati a soggetti storici.
Parigi fu la culla del grand-opéra, una sfarzosa miscela di spettacolo, azione, balletto e musica, i cui autori furono inizialmente soprattutto compositori stranieri stabilitisi in Francia, tra cui Gioachino Rossini (Guillaume Tell, 1829) e soprattutto Giacomo Meyerbeer. Sempre a Parigi si svilupparono i generi dell'opéra-comique e più tardi - nel periodo tardoromantico - dell'opéra-lyrique.
In Italia, l'opera continuò a porre l'accento principalmente sull'uso della voce. Agli albori del romanticismo italiano si collocano le figure di Vincenzo Bellini e Gaetano Donizetti. In seguito, l'autore simbolo del melodramma italiano dell'Ottocento, Giuseppe Verdi, proseguì sulla strada tracciata dai suoi predecessori ma le sue opere mostrano un sensibile incremento della componente realistica, tanto che l'aggettivo "romantico" vi si lascia applicare con difficoltà e in modo comunque parziale.
Più direttamente legata al filone tardoromantico fu l'opera italiana degli anni Settanta e Ottanta dell'Ottocento. Il compositore italiano che seppe far propri i temi e le ambientazioni fantastiche proprie del romanticismo tedesco fu Alfredo Catalani.
Aspetti romantici si registrano ancora nei compositori della Giovane scuola: Pietro Mascagni, Ruggero Leoncavallo, Francesco Cilea, Umberto Giordano e soprattutto Giacomo Puccini, che, in particolare con Manon Lescaut (1893), diede vita ad una delle poche opere italiane pienamente ascrivibili al filone tardoromantico.
L'opera romantica si affermò tuttavia soprattutto in Germania, grazie a Ernst Theodor Amadeus Hoffmann, Ludwig Spohr e soprattutto Carl Maria von Weber, l'autore del Franco cacciatore (1821). Sulla scia di Weber, Richard Wagner dedicò la prima parte della sua attività di musicista allo sviluppo dell'opera romantica tedesca. La sua ultima opera considerata dall'autore stesso come "opera romantica" è Lohengrin (1850), mentre il successivo Tristano e Isotta (1865) abbandona la definizione di "opera" collocandosi nella sfera particolare del "dramma musicale" (o "gesta della musica divenute visibili", secondo le parole dello stesso Wagner) e ponendosi a cavallo tra romanticismo e decadentismo.